# Rhytidaspis picta
Rhytidaspis picta är en insektsart som beskrevs av Ludwig Redtenbacher 1891. Rhytidaspis picta ingår i släktet Rhytidaspis och familjen vårtbitare. Inga underarter finns listade i Catalogue of Life.